# Christian Sudol
Christian Sudol, né en 1962 dans les Ardennes, et mort en janvier 2016 en Israël, est un homme d'affaires français, courtier en assurance auprès du GAN Capitalisation (Groupe des Assurances Nationales).

## Biographie
Il se fait remarquer à la fin des années 1990 à la suite d'accusations de montages financiers frauduleux,. L'affaire éclate à la fin de l'année 1999. Tout au long de l'enquête il semble évident que Christian Sudol ne pouvait être le seul impliqué dans cette affaire de montage financier. Cependant, aucune autre responsabilité n'a été recherchée au sein du GAN Capitalisation, alors que la dernière trace de certains fonds montrait que le bénéficiaire final n'était autre que le GAN.
6 millions d'Euros ont disparu et Christian Sudol n'est condamné que pour la disparition de 4. Christian Sudol n'a eu de cesse d'accuser son supérieur hiérarchique et la direction du GAN Capitalisation.
Son supérieur hiérarchique est licencié et le directeur du GAN Capitalisation est muté au sein de GROUPAMA à un poste flou. Christian Sudol est quant à lui condamné à 4 ans de prison.
Il se retire en Israël pour quelque temps et travaille comme conseiller dans une agence de voyages.
En janvier 2016, ses amis le retrouvent, un matin, décédé d'une crise cardiaque dans le studio qu'il louait. Il avait alors 53 ans.